# Giuseppe Tommasi (avvocato)
Giuseppe Tommasi (Verona, 21 luglio 1905 – Verona, 14 gennaio 1995) è stato un avvocato, politico, esponente della Resistenza italiano.

## Biografia
Avvocato civilista nello studio dell'avvocato ebreo Frinzi, si impegnò in particolare nella difesa degli ebrei veronesi specie dopo l'emanazione delle Leggi razziali fasciste del 1938. La stessa comunità ebraica di Verona gli affidò in custodia negli anni successivi una ingente somma di denaro per proteggerla dalle mire dei nazifascisti. Aderì a Giustizia e Libertà stabilendo contatti con altri esponenti veneti di tale movimento come Antonio Giuriolo. In qualità di ufficiale di complemento fu comandante di un campo di prigionieri alleati che lasciò liberi il 25 luglio 1943 in seguito alle dimissioni e l'arresto di Mussolini. Dopo l'Armistizio di Cassibile firmato il 3 settembre e reso noto l'8 settembre, riunì un gruppo di amici antifascisti con l'intento di aiutare proprio gli ex-prigionieri alleati ricercati dai tedeschi. A tale scopo organizzò anche un albergo-nascondiglio a Sega di Ala in Lessinia.
Tommasi aveva l'intenzione di costituire il CLN provinciale di Verona e per tale motivo cercò di stabilire un contatto con i professori dell'università di Padova Egidio Meneghetti e Norberto Bobbio, esponenti del Partito d'Azione e promotori del CLN regionale. Tra le attività del gruppo c'era quella di distribuire alla popolazione volantini di propaganda antifascista. Tuttavia, nel novembre 1943, un prigioniero americano aiutato, come altri alleati, dal gruppo Tommasi, fu catturato dai militi della Repubblica Sociale Italiana e rivelò i nomi dei componenti del gruppo provocandone l'arresto. Furono arrestati tra gli altri lo stesso Tommasi, Norberto Bobbio, Luciano Dal Cero con la sorella Lisetta, Aldo Fedeli, Carlo Caldera, Giovanni Dean, Giuseppe Silvestri, Vittore Bocchetta, Renzo Mutinelli, Mario Camozzini, Nino Fava, Gaetano Roi, Ottavio Tamponi, Emo Marconi e Plinio Fenzi.
Le persone poste in stato di fermo furono tutte condotte e detenute nella sala cinematografica della palazzina Corridoni, trasformata in quartier generale della polizia federale fascista, dove Tommasi e Dal Cero furono pesantemente torturati. Alcuni dei fermati, per i quali non erano emerse responsabilità, furono rilasciati subito, mentre Tommasi fu trasferito il 22 dicembre 1943 con altri 9 componenti del gruppo nel carcere degli Scalzi. Dopo una lunga istruttoria e senza regolare processo Tommasi fu condannato a due anni di reclusione dal Tribunale speciale per la difesa dello Stato della RSI.
Dopo la liberazione del 25 aprile 1945 Tommasi fu pubblico ministero nei processi contro i gerarchi fascisti. Come esponente del Partito d'Azione fu designato dal CLN alla presidenza della Provincia di Verona, carica che ricoprì dal 1945 al 1959.